# Syncalathium souliei
Syncalathium souliei là một loài thực vật có hoa trong họ Cúc. Loài này được (Franch.) Ling miêu tả khoa học đầu tiên năm 1965.